# クリストフォロ・ディ・メッシスブーゴ

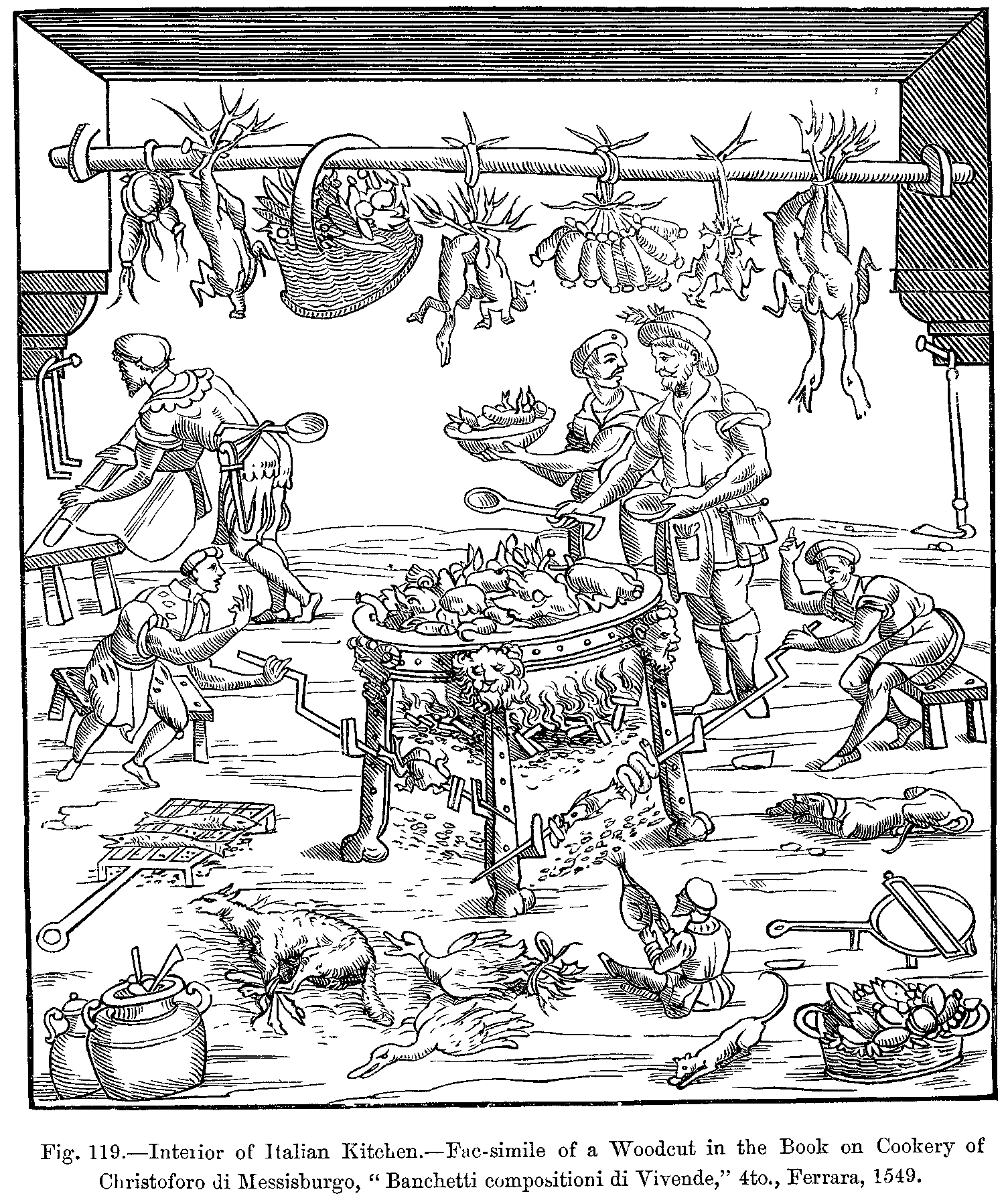
宴会準備の方法を記したディ・メッシスブーゴによる料理書『Banchetti composizioni di vivande e apparecchio generale』の挿画。

クリストフォロ・ディ・メッシスブーゴ (Cristoforo di Messisbugo)、ないし、クリストフォロ・ダ・メッシスブーゴ（Cristoforo da Messisbugo、15世紀 - 1548年）は、フェラーラのエステ家に仕えた家令（家事使用人の長）、ルネサンス期のイタリアの料理人。

## 経歴
1524年から1548年にかけて、フェラーラの君主であったエステ家のアルフォンソ1世、および、その息子であるエルコレ2世の宮廷に仕え、数多くの豪勢な宴席を切り盛りした。その司会進行役としての力量を絶賛され、1533年1月20日には神聖ローマ皇帝カール5世によって宮中伯に叙された
ディ・メッシスブーゴが書いた料理書『Banchetti, composizioni di vivande e apparecchio generale（宴席：食べ物と諸々の道具立ての構成）』は、彼の死後、1549年に出版されたが、その内容は、エステ家の宮廷における君主の宴席の準備にあたる者たちのために、公式行事の晩餐会用のメニューなどを詳細に記述したものであった。様々なレシピを収めているだけでなく、材料の調達や、装飾、調理器具などについても言及がなされている。ディ・メッシスブーゴが記述を残した料理の一部は、現代でもフェラーラ一帯で受け継がれている。
16世紀にはポー川でオオチョウザメが豊富に漁獲されていた。オオチョウザメの魚卵で作るキャビアについて調理法を伝えるイタリア最古の文献は、ディ・メッシスブーゴの著作である。彼は、生食用と保存用の両方について、キャビアの調理法を書き残している。

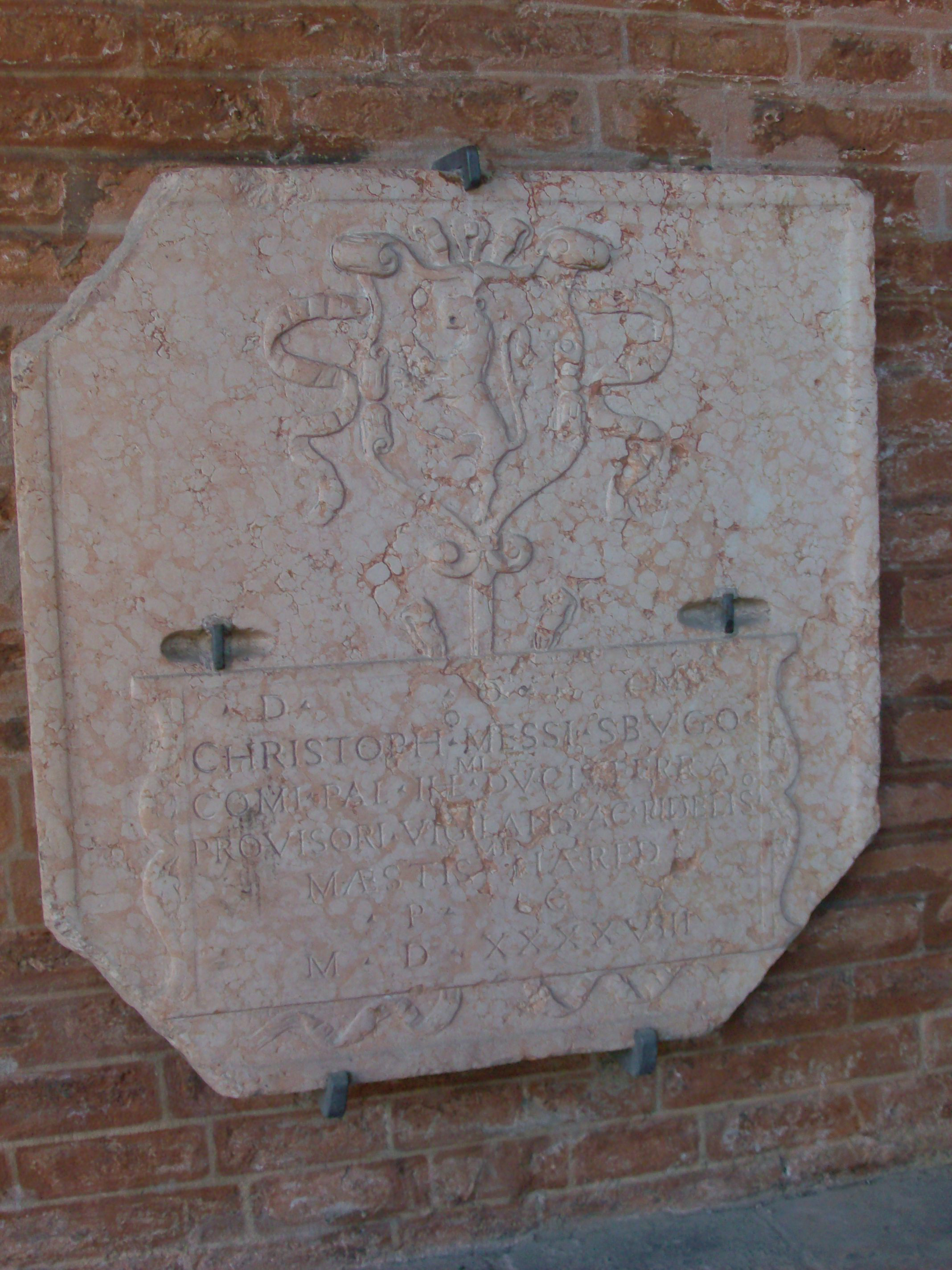
ディ・メッシスブーゴの墓碑。

ディ・メッシスブーゴは、フェラーラにあるベネディクト会の修道院 Sant'Antonio in Polesine の附属教会に埋葬された。

## 著作
- Cristoforo da Messisbugo, Banchetti, composizioni di vivande e apparecchio generale, Ferrare, 1549
- Cristoforo da Messisbugo, Libro novo nel qual si insegna a far d'ogni sorte di vivanda, Venezia, 1564